# Estádio Municipal Helvídio Nunes
Estádio Municipal Helvídio Nunes – stadion piłkarski, w Piripiri, Piauí, Brazylia, na którym swoje mecze rozgrywa klub 4 de Julho Esporte Clube.